# Francisco de Asís de Borbón

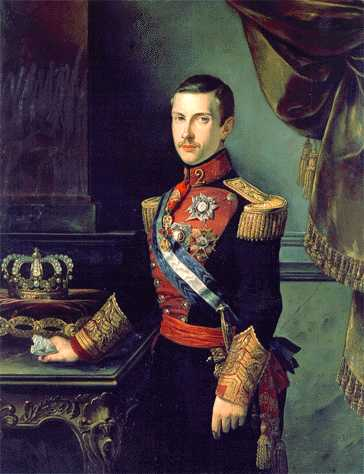
Don Francisco de Asís de Borbón y Borbón

Franz von Assisi Maria Ferdinand von Bourbon und beider Sizilien (span. Francisco de Asís María Fernando de Borbón y Borbón; * 13. Mai 1822 im Königlichen Palast von Aranjuez; † 17. April 1902 in Épinay-sur-Seine) war als Ehemann von Isabella II. Titularkönig von Spanien.

## Herkunft
Er war der Sohn des Herzogs von Cadiz, Francisco de Paula de Borbón, und der Luisa Carlota di Bourbon, einer Tochter von Francesco I. di Borbone, König beider Sizilien und Maria Isabel de Bourbón, Infantin von Spanien.

## Heirat
Als Cousin der erst sechzehnjährigen, aber bereits für mündig erklärten Königin Isabella II. erhielt er am Vermählungstag, dem 10. Oktober 1846 den Königstitel. Die Hochzeit hatte ihre Mutter, die Witwe Ferdinands VII., Maria Christina (1806–1878) arrangiert.
In einer Doppelhochzeit heiratete am selben Tag auch der Herzog von Montpensier, Sohn des französischen Königs Louis-Philippe, Isabellas jüngere Schwester Luisa Fernanda.

## Späteres Leben

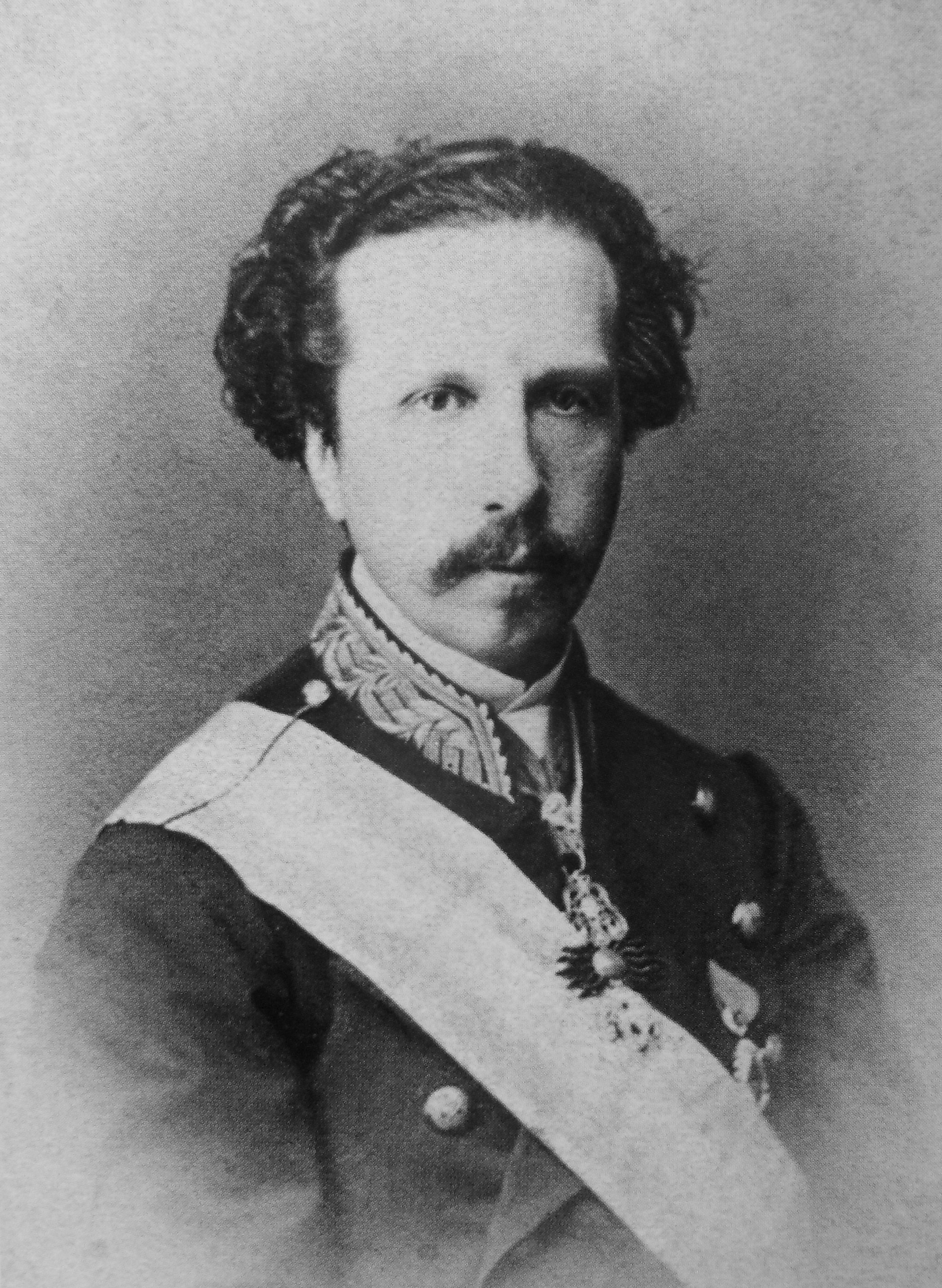
Don Francisco de Asís de Borbón y Borbón (um 1860)

Da Franz als kränklich galt, erwartete man bei der Arrangierung der Heirat aus seiner Ehe mit Isabella wegen seiner für offensichtlich gehaltenen Zeugungsunfähigkeit keine Kinder. Auf diese Weise wäre die Krone langfristig an Luisa Fernanda und ihre Nachkommen mit dem Herzog von Montpensier und damit an das französische Königshaus gefallen. Gegen eine direkte Verheiratung Isabellas mit dem französischen Königssohn hatte zuvor England protestiert. Entgegen den mit der Ehe verknüpften Erwartungen hatten Isabella und Franz insgesamt 9 Kinder, von denen aber nur fünf die Kindheit überlebten. Zu Lebzeiten kursierten wiederholt Gerüchte, Franz sei homosexuell und nicht der Vater seiner Kinder. Seine Frau hatte zahlreiche Liebhaber, mit denen sie sich auch öffentlich zeigte.
Seit 1864 fungierte Franz als Vorsitzender des spanischen Reichsrates. Er folgte der Königin nach der sogenannten Septemberrevolution 1868 in die Verbannung nach Frankreich. Dort trennten sie sich per Vertrag für immer. Franz nahm den Inkognito-Titel eines Grafen von Mortalla an. Nach seinem Tod wurde er im Pantheon der Könige des Klosters El Escorial bestattet.

## Kinder
- Ferdinand (*/† 1850–1850)
- Maria Isabel de Borbón (1851–1931) ⚭ 1868 Cajetan von Bourbon-Sizilien (1846–1871)
- María Cristina (*/† 1854)
- Alfons XII. (1857–1885), König von Spanien

1. ⚭ 1878 Maria de las Mercedes d’Orléans
2. ⚭ 1879 Maria Christina von Österreich (1858–1929)

- María de la Concepción (1859–1861)
- María del Pilar (1861–1879);
- María de la Paz von Spanien (1862–1946) ⚭ 1883 Ludwig Ferdinand von Bayern (1859–1949)
- María Eulalia von Spanien (1864–1958) ⚭ 1886 Anton d’Orléans, Herzog von Montpensier (1866–1930)
- Francisco (*/† 1866).